# Маріупольський процес
«Маріупольський процес» — роман української письменниці Галини Вдовиченко, опублікований 2015 року. За результатами Всеукраїнського рейтингу «Книжка року 2015» опинився у топ-7 у номінації «Красне письменство. Жанрова література».

## Сюжет
Події відбуваються переважно поблизу Маріуполя. Головний герой, львів'янин Роман, потрапив у полон до бойовиків. Його забрала собі "для господарства" місцева жителька Ольга. Полонений був прикутий до ліжка посеред двору, а його головним завданням було рятувати підлогу хати від грибка. Згодом Роману вдалося втекти, але обоє героїв зрозуміли, що вони мають почуття одне до одного. Після втечі закохані продовжують підтримувати зв'язок на відстані, а згодом Ольга навіть поїде до Львова в гості до батьків Романа.
У межах такого сюжету Вдовиченко працює з багатьма усталеними образами й стереотипами українського інформаційного простору. Це, наприклад, образ «сепарського» села. Письменниця оформила його нестандартно: тут розмовляють специфічною формою української мови і співвідносять себе з Україною (яку, звісно, розуміють зовсім інакше, ніж полонений український боєць). Цікаво, що локація, обрана для роману, — це не «класичний Донбас», а його околиця, яка тепер набула нового значення як символ чи не найуспішнішого українського збройного спротиву, територія з найпомітнішими проявами українського патріотизму. Тут є і містичні Кам’яні могили, і ідея Маріупольського процесу за аналогією з Мюнхенським.

## Назва
Галина Вдовиченко про назву книги в інтерв'ю "Час і події":
|  | По-перше, тому що майже всі події відбуваються поблизу Маріуполя. Хоча й частково у Львові. І це, власне, процес. Що відбувається з цією дівчиною? Які зміни відбуваються з цим хлопцем? З усіма героями роману. Що відбувається з країною, зрештою? А, по-друге, там є підтекст. Товариш головного героя збирає докази присутності російської армії. Згадайте минуле літо, майже до кінця серпня світ не міг зрозуміти, чи має стосунок до цього протистояння Росія, тобто, путінський режим. Начебто, має, але де ж докази? Світ спостерігав за подіями і не був переконаний у тому, хто основний розпалювач цієї «пожежі». А цей друг збирає конкретні докази і переконує головного героя, що колись вони матимуть значення у міжнародному судовому процесі. І перш ніж це буде на Заході, він повинен відбутися у Маріуполі. У місті, яке стало фортецею для ворога. |

## Персонажі
Роман — військовий Збройних сил України, львів'янин, потрапив у полон до сепаратистів.
Ольга — сепаратистка, живе в селі під Маріуполем, готує їжу для деенерівського загону, забрала собі "для господарства" полоненого Романа.
Вітька та Сашко — брати Ольги, сепаратисти.
Бучаєв (Буча) — керівник сепаратистів, родом із Ростова.
Валька-Самореклама — сусідка Ольги, самотня дівчина.
Баба Аня — баба Ольги, має проблеми із пам'яттю.
Ганна Андріївна — мама Романа.

## Відгуки
Олег Коцарев (український письменник, перекладач та журналіст):
Новий роман Галини Вдовиченко пропонує читачам українську модифікацію одного з класичних воєнних сюжетів. Ідеться про схему: чоловік-воїн потрапляє в полон, переходить у рабство до ворожої родини, а звідти йому щастить звільнитися завдяки особливим стосункам із дівчиною (дівчинкою, жінкою) із цієї родини. Універсальність і архетипність такої конструкції ґарантує в певному сенсі безпрограшний результат і притягує увагу незалежно від передбачуваности розв’язки.
В естетичному сенсі «Маріупольський процес» — текст вельми простий і сентиментальний, але жвавий і переконливий. Галині Вдовиченко вдається зберігати інтриґу в передбачуваному сюжеті.